# 11th Marine Expeditionary Unit
La 11th Marine Expeditionary Unit (11th MEU) est l'une des sept Marine Expeditionary Units actuellement en service dans le Corps des Marines des États-Unis. La Marine Expeditionary Unit est une force opérationnelle maritime air-sol compte environ 2 200 personnes. La MEU se compose d'un élément de commandement, d'un bataillon d'infanterie renforcé, d'un escadron d'hélicoptères mixte et d'un élément logistique de combat. La 11e MEU est actuellement basée à partir du camp de base du Corps des Marines de Pendleton, en Californie, dont le siège est à Camp Del Mar. 

## Mission
La mission de la MEU est de fournir aux commandements de zones géographiques une force d'intervention rapide déployable rapidement et capable de mener des opérations amphibies conventionnelles de nuit ou dans des conditions météorologiques défavorables depuis la mer, par voie terrestre et / ou par air tout en étant soumis à des restrictions en matière de communications et d'électronique . 

## Unités subordonnées actuelles
- Élément de combat au sol : 3e bataillon, 5e Marines
- Élément de combat aérien : VMM-163 (Rein)
- Élément de combat logistique : bataillon logistique de combat 11

## Histoire

### Les premières années
La 11th Marine Expeditionary Unit (MEU), à l'origine désignée la 17e Marine Amphibious Unit (MAU), fut formée à Camp Pendleton, en Californie, le 13 avril 1979. 
La MAU a été créée pour planifier et participer à des exercices d'entraînement amphibie à grande échelle. À ses débuts, l'unité répondait également aux exigences d'une MAU basée sur la côte ouest pour répondre aux imprévus, mais était normalement activée et désactivée en grande partie sur la base d'exercices d'atterrissage amphibie programmés dirigés par le commandant de la troisième flotte. Pendant ce temps, le poste de commandant du MAU a alterné entre les commandants du régiment et du groupe d'aéronefs qui ont rempli le poste par incréments de six mois à titre secondaire pendant leurs mandats. 
En 1983, le Marine Corps a dirigé un changement qui a abouti au premier changement de nom de la 17e MAU. La décision a été prise que la MAU du Pacifique Occidental (WESTPAC) continuerait à utiliser les unités de la Marine Amphibious Force dans le sud de la Californie. Auparavant, leurs unités provenaient de la 1st Marine Brigade à Hawaï. Cela a entraîné le changement de nom du 17e MAU en 11e MAU le 20 juillet 1984. 
Un deuxième changement de nom a eu lieu le 5 février 1988, lorsque le Corps des Marines a défini plus clairement les multiples capacités de ses forces opérationnelles air-sol marines. «Amphibie» a été remplacé par «Expéditionnaire» et l'unité a reçu sa désignation actuelle, 11e Marine Expeditionary Unit. 
Bien que la désignation de l'unité ait changé, la mission de la 11e MEU est restée largement inchangée. La MEU est une force d'intervention expéditionnaire capable de se déplacer rapidement sur court préavis, partout où cela est nécessaire pour accomplir des opérations conventionnelles ou spéciales. La force de la MEU (Special Operations Capable) réside dans la capacité inhérente aux armes combinées lorsqu'elle opère à partir de navires amphibies déployés à l'avant. 

### Années 1990
Afin d'accomplir cette mission, la MEU s'entraîne continuellement pour maintenir l'état de préparation au combat requis, tout en remplissant simultanément les engagements internationaux en matière de formation et d'intervention d'urgence. La 11e MEU a effectué plusieurs déploiements majeurs dans le Pacifique occidental, l'océan Indien et le golfe Persique. Il a participé à de nombreux exercices / opérations de formation depuis les côtes de la Californie jusqu'aux côtes de la Somalie et jusque dans les terres jusqu'à Bujumbura, au Burundi et en Afrique centrale. 
En 1996, la 11e MEU (SOC) a participé à l'exfiltration du général Hussein Kamel Hassan al-Majid et de son frère (un colonel irakien), qui étaient tous deux mariés aux filles de Saddam et étaient également ses 2e cousins. Les familles ont fait défection avec le soutien et la couverture du 11e MEU (SOC) et ont été escortées jusqu'au roi Hussein de Jordanie. Le transfert et la livraison des transfuges se sont déroulés à la base jordanienne King Faisal Air Force, où le roi Hussein de Jordanie a gardé une chambre personnelle. 
Lors de son déploiement en 1998, la 11e MEU a mené l'opération Safe Departure. Il s'agissait d'une opération d'évacuation de personnes non-combattantess, qui a eu lieu à Asmara, en Érythrée, le 6 juin 1998. L'évacuation des civils non combattants et des ressortissants du tiers-monde a été effectuée par mesure de précaution pour assurer leur sécurité au milieu d'un différend frontalier houleux entre l'Érythrée et l'Éthiopie. Au total, 172 personnes, dont 105 Américains, ont été évacuées en toute sécurité à Amman, en Jordanie, par transport aérien KC-130. 
Au cours de son déploiement en 1999, la 11e MEU a soutenu l'opération Stabiliser au Timor oriental du 25 octobre 1999 au 27 novembre 1999. La MEU a été invitée à fournir un soutien aux Forces internationales du Timor oriental (INTERFET) en fournissant plus de 1,5 million de livres de vivres et de fournitures aux forces de maintien de la paix dirigées par l'Australie et au Timor oriental. 
La 11e MEU a formé la partie principale de l'élément de commandement de la 5e brigade expéditionnaire des Marines reconstituée et a participé aux opérations Desert Shield et Desert Storm, en Asie du Sud-Ouest, de janvier à avril 1991. La 11e MEU faisait partie intégrante du plan de déception amphibie qui a fixé un certain nombre de divisions irakiennes sur la côte pour se défendre contre un assaut amphibie attendu. Alors que l'invasion du Koweït devenait imminente, des éléments de la MEU ont atterri à Al Mishab et Al Jubayl pour servir de réserver à la 1re MEF. Après la libération du Koweït, la 11e MEU a été reformée et est restée dans le golfe Persique après Tempête du Désert pendant un certain nombre de mois pour effectuer une mission de présence avant de finalement retourner au Camp Pendleton à la fin de l'été 1991,. 

### Guerre contre le terrorisme
Le 24 février 2003, le 11e élément de commandement de la MEU a été déployé au Koweït à l'appui de l'opération Enduring Freedom, puis de l'opération Iraqi Freedom. Le 5 mars 2003, le commandant général, I Marine Expeditionary Force (I MEF), a désigné la 11e MEU comme Task Force Yankee (TFY), nommée à la mémoire des victimes des attaques terroristes du 11 septembre. Les unités suivantes furent bientôt rattachées à la nouvelle force opérationnelle: 2e bataillon, 6e Marines, équipe de site sensible no 3, 75th Exploitation Task Force (US Army) et Company C, 478th Engineer Battalion (US Army). Les responsabilités de TFY étaient variées et difficiles. Elles comprenaient: la planification et l'exploitation du centre de détention temporaire des prisonniers de guerre de la MEF, la protection des forces pour le camp Commando (le plus important de la MEF en Irak), la protection des navires transitant par des eaux incertaines dans la région et le principal point d'approvisionnement en munitions de la MEF, les enquêtes initiales sur les sites soupçonnés d'abriter des armes de destruction massive (ADM), la coordination des plans de sécurité pour les bases aériennes désignées, les zones d'appui logistique et les lignes de communication en Iraq et la planification de la phase IV. Le 11e MEU est retourné aux États-Unis le 20 mai. 
Le 31 juillet 2004, la 11e Marine Expeditionary Unit, sous la direction de la division multinationale dirigée par la Pologne (MND-CS), a pris le contrôle opérationnel des provinces irakiennes d'An Najaf et d'Al Qadisiyah à partir de la Force opérationnelle Dragon, composée d'éléments de la 1re division d'infanterie. En août 2004, la MEU a mené un assaut avec le 1er bataillon, du 4e Marines, du 1er bataillon, 5e régiment de cavalerie et du 2e bataillon, 7e régiment de cavalerie contre l'armée islamiste Mahdi de Muqtada al-Sadr à Najaf. La bataille s'est terminée par un cessez-le-feu négocié plus tard dans le mois. La MEU est restée à Nadjaf jusqu'en février 2005 pour superviser les paiements de reconstruction et de solatia. 
De novembre 2007 au 2 juin 2008, la 11e MEU a été déployée dans tout le Pacifique occidental et le golfe Persique. Au cours de ce déploiement, ils ont participé à des exercices dans la Corne de l'Afrique et au Koweït. 
En mars 2017, la 11e MEU a été déployée en Syrie dans le cadre de l'opération Inhérente Resolve, où ils ont mis en place une base de feux pour fournir un soutien (en particulier le soutien de l' artillerie) aux forces soutenues par les États-Unis dans l'assaut à venir pour libérer Raqqa de l'occupation d'ISIS. 

## Engagements internes
Des éléments de la 11e MEU ont été déployés et ont activement participé et aidé à l'effort de secours de l'ouragan Katrina peu après la tempête. La 11e MEU était temporairement basée au Mississippi et au John C. Stennis Space Center. 

## Décorations de l'unité
- - Joint Meritorious Unit Award
- - Meritorious Unit Commendation
- - Médaille Corps Expeditionary Medal
- - Coast Guard Meritorious Unit Commendation
- - National Defense Service Medal
- - Armed Forces Expeditionary Medal avec deux étoiles de bronze
- - Southwest Asia Service Medal avec 3 étoiles.